# Lorenzo de’ Medici (Schriftsteller)

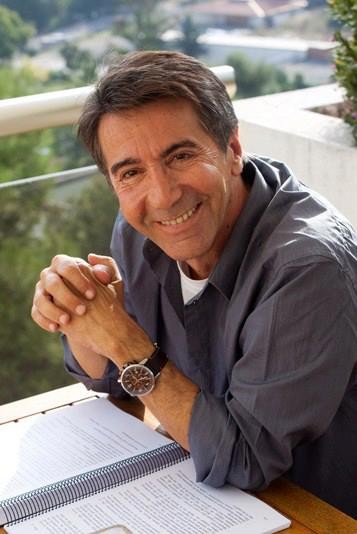
Lorenzo de’ Medici

Lorenzo de’ Medici (* 1951 in Mailand) ist ein italienischer Schriftsteller. Er entstammt der Familie der Medici.

## Leben
Lorenzo de Medici wuchs als ein Sohn des Prinzen Lorenzo de’ Medici und der Prinzessin Irina Carrega di Lucedio nahe Genf auf und hat einen Bruder. Er studierte Wirtschaftswissenschaften und Kunstgeschichte. Er lebte in mehreren Ländern, seit 1996 in Spanien. Über seine Familiengeschichte schrieb er die Biografie: Die Medici. Unsere Geschichte. Er moderierte eine fünfteilige Dokumentationsreihe über die ehemaligen Familiensitze seiner Familie in Florenz und in der Toskana.

## Historische Romane
- Das Geheimnis der Malerin.
- Die Medici Verschwörung. Aus dem Spanischen übersetzt von Sybille Martin. Lübbe, Bergisch Gladbach 2007, ISBN 978-3-404-92297-0
- Die spanische Geliebte.
- Die gestohlenen Briefe.

## Reiseführer
- Florenz und die Toskana, (spanisch)

## Fachbuch
- Lorenzo de Medici, Silvana Albinoni (Übers.): Die Medici: die Geschichte meiner Familie. Bastei Lübbe, 2008, ISBN 978-3-404-61630-5